# IC 425
IC 425 — галактика типу EN (емісійна туманність) у сузір'ї Візничий.
Цей об'єкт міститься в оригінальній редакції індексного каталогу.